# Хонуу
Хонуу (руски и јакутски: Хонуу) село је, главно насеље Момског рејона на североистоку Републике Јакутије у Русији. Хонуу се налази на десној обали Индигирке, која утиче у Источносибирско море, на месту, где се у њу улива река Мома.
Село има 2608 становника (2002), а 1989. становништво је било 3000.
У селу живе Јакути, ловци.
Близу села се налази Ю-гора, чији облик је сличан ћириличне букве Ю.
Места око реке Индигирке су погодна за екотуризам.
Нема ни асфалтних путева ни железнице. Веза са спољашњим светом је ваздушни транспорт и речна лука.
2011. године у Хонуу ће се изградити термоелектрана мале снаге.

## Становништво
| 1959. | 1970. | 1979. | 1989. | 2002. | 2010. |
| ----- | ----- | ----- | ----- | ----- | ----- |
| 768   | 1.462 | 2.173 | 3.057 | 2.494 | 2.476 |